# شعب وايندوت
شعب وايندوت أو ويندات (بالإنجليزية: Wyandot people)‏، ويُطلق عليهم أيضًا اسم أمة هيرون أو شعب هيرون. أحد الشعوب الأصلية في أمريكا الشمالية المتحدثة باللغة الإيروكويانية والذين ظهروا كقبيلة حول الشاطئ الشمالي لبحيرة أونتاريو.
في يومنا هذا، العديد من أفراد شعب وايندوت في الولايات المتحدة هم أعضاء مسجلون في أمة وايندوت، وهي القبيلة المعترف بها فيدراليًا ومقرها في وايندوت، أوكلاهوما. في كيبك، كندا، يتمتع شعب وايندوت بمحمية خاصة بالأمم الأولى، أمة هيورن-ويندات.
بحلول القرن الخامس عشر، استقر شعب وايندوت قبل أول احتكاك مع الشعوب الأخرى في المنطقة الكبيرة من الشواطئ الشمالية لمعظم بحيرة أونتاريو الحالية، وشمالًا حتى الشواطئ الجنوبية الشرقية لخليج جورجيا. وفي هذا الموطن، التقوا مع المستكشف الفرنسي صمويل دو شامبلان عام 1615. تحدثوا لغة وايندوت عبر التاريخ، وهي لغة إيروكويانية شمالية. يُعتقد أن عددهم كان يزيد عن 30000 وقت قدوم الأوروبيين في العقدين 1610 و1620.
في أواخر القرن السابع عشر، اندمجت كونفيدرالية هيرون (وايندوت) مع أمة «تينونتاتي» (المعروفة باسم «بيتون» بالفرنسية، وتُعرف أيضًا باسم شعب التبغ كونه محصولهم السلعي الرئيسي). ولربما كانت في الأصل مستعمرة منشقة عن هيرون في المنطقة الغربية لتشكيل وايندوت التاريخية. مع انخفاض أعدادهم بشكل كبير إثر تفشي الأوبئة بعد عام 1634، تشتتوا نتيجة الحرب عام 1649 من إيراكوي (الهودينوسوني)، ثم استقروا في نيويورك. كُشِف دليل أثري على هذا النزوح في موقع جزيرة روك الثانية بولاية ويسكونسن في الولايات المتحدة.
امتدت منطقة هيرون من نهر سانت لورانس وثلاثة أرباع الشاطئ الشمالي لبحيرة أونتاريو حتى أراضي الشعب الحيادي (أتاواندرون)، ممتدةً شمالًا من كلا الطرفين لتلتف حول خليج جورجيا. وقد أصبحت هذه المنطقة مركزهم الإقليمي بعد هزيمة 1649 وانتزاع الملكية منهم.

## مجموعات وايندوت المعاصرة

### أمم وايندوت المعترف بها
في الولايات المتحدة، ثمّة قبيلة واحدة معترف بها على المستوى الفيدرالي:
- يقع مقر أمة وايندوت في وايندوت، أوكلاهوما، وفي عام 2011 بلغ عدد الأعضاء المسجلين 4,957.[5][6]

في كندا، ثمّة أمة واحدة من أمم وايندوت الأولى:
- تقع أمة هيورن-ويندات في وينداكي –حاليًا ضمن حدود مدينة كيبك– ويبلغ عدد أعضائها نحو 3000 عضو. وهم في المقام الأول كاثوليكيون ويتحدثون اللغة الفرنسية كلغة أولى. بدؤوا بتشجيع أطفالهم على دراسة واستخدام لغة وايندوت. على مدى عقود عديدة، تمثَّل مصدر الدخل الرئيسي لأمة وايندت في كيبك ببيع الفخار، والأحذية الثلجية التقليدية، وأخفاف الصيف والشتاء، وغيرها من المنتجات الحرفية المحلية.[7]

### مجموعات غير معروفة

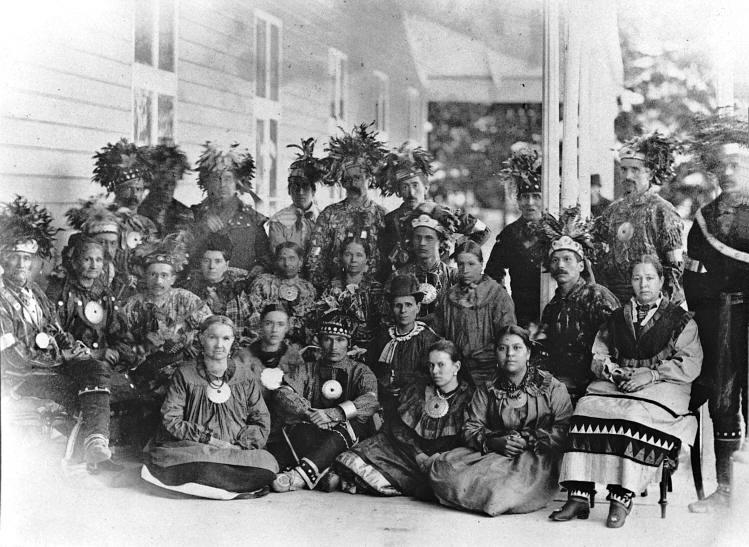
مجموعة هورون بلوم – سبنسروود، مدينة كيبيك، 1880

ثمّة قبيلتان غير معروفتين في الولايات المتحدة تدعوان نفسيهما وايندوت:
- أمة وايندوت في أندردن، مقرها في ترينتون، ميشيغان، مع 1200 عضو.[8]
- أمة وايندوت في كانساس، مقرها في مدينة كانساس سيتي، كانساس مع نحو 400 عضو.

خاضت أمة وايندوت في كانساس منازعات قانونيّة مع أمة وايندوت في أوكلاهوما على مصير مقبرة هيرون في كانساس سيتي، كانساس. وكونها مدرجة في السجل الوطني للأماكن التاريخية نظرًا لأهميتها، فقد كانت نقطة خلاف لأكثر من قرن من الزمان. وبسبب التعقيدات خلال عملية إزالة الهنود، بقيت الأرض تحت السيطرة القانونية لأمة وايندوت في أوكلاهوما المعترف بها فيدراليًا والتي تتألف من أشخاص غادروا كانساس. وقد أعربوا عن اهتمامهم بإعادة تنمية الأراضي التي تشغلها المقبرة التاريخية بما يعود بالنفع على شعبها ونقل القبور لإعادة دفنها. عارض أعضاء وايندوت كانساس المحليون بشدة معظم هذه المقترحات إذ أن العديد منهم قد دفنوا أفراد من أسرهم في المقبرة التاريخية. وسوف تتطلب عملية إعادة التطوير إعادة دفن رفات الوايندوت والهنود، بما في ذلك العديد من أسلافهم المباشرين. في عام 1998، وافقت المجموعتان أخيرًا على الحفاظ على المقبرة في مدينة كانساس للاستخدامات الدينية والثقافية وغيرها من الاستخدامات المناسبة لتاريخها المقدس واستخداماتها.

## الثقافة
شأنهم شأن الشعوب الإيروكويانية الأخرى، فإن شعب هيرون كانوا مزارعين واستكملوا نظامهم الغذائي بصيد الحيوانات وصيد الأسماك. عملت النساء بزراعة العديد من أنواع الذرة، والقرع، والفول (الأخوات الثلاث) كدعامة أساسية لنظامهم الغذائي، مع توفير البذور من مختلف الأنواع، والعمل على إنتاج أفضل المحاصيل لأغراض مختلفة. عملت النساء أيضًا بجمع المكسرات والفاكهة والخضروات الجذرية البرية. وكان إعداد هذه المنتجات مستكملًا بشكل أساسي بالأسماك التي يصطادها الرجال. اصطاد الرجال الغزلان والحيوانات الأخرى المتاحة خلال مواسم صيد الطرائد. تنجز النساء معظم العمل المتعلق بزراعة المحاصيل وحراثتها وتجهيزها، ويساعد الرجال في العمل الأصعب كتطهير الحقول. وكان ذلك يتم عادة من خلال طريقة القطع والحرق لإزالة الأشجار والأغصان. ينجز الرجال معظم عمليات الصيد وبناء المنازل والقوارب والأدوات. وتمتلك كل عائلة قطعة أرض يزرعونها ويحرثونها؛ وتعود هذه الأرض إلى الملكية العامة للقبيلة عندما تتوقف الأسرة عن استخدامها.
عاش شعب هيرون في قرى تمتد على مساحة تتراوح بين واحد إلى عشرة فدادين (40000 متر مربع)، أغلبها كانت محصنة ضد هجوم الأعداء. وقد عاشوا ضمن مجموعات سكنية مشتركة شبيهة بالجماعات الثقافية الإيروكويانية الأخرى. كانت القرية النموذجية تضم ما بين 900 إلى 1600 شخص منظمين ضمن 30 أو 40 مجموعة سكنية. تُنقل القرى كل عشر سنوات تقريبًا مع تضاؤل خصوبة التربة، وتدهور الغابات القريبة نتيجة الاحتطاب. وانخرطت قرية هيرون في التجارة مع القبائل المجاورة، ولا سيما التبغ مع أمة بيتون المجاورة والشعوب المحايدة.
إن أسلوب حياة هيرون محدد جنسانيًا في الممارسة العملية. فالرجال في معظم المجتمعات هم صيّادو القبيلة؛ ويبحثون عن الطرائد لتغذية شعبهم. تقوم النساء بحياكة الملابس، وطهي وتحضير الفرائس، وزراعة الحقل وتربية الأطفال.
إن للحمل صعوباته لدى المرأة. فالنساء يغلقن على أنفسهن في الغابة داخل كوخ للحفاظ على الحمل؛ وتقتصر رؤية النساء أثناء الولادة على الأمهات والجدّات للاطمئنان عليهن. فالنساء الحوامل يتعاملن مع الحمل والولادة بمساعدة نساء أخريات بينما يمضي الرجال يومهم وكأن لا شيء آخر يحدث. يُسعدون أكثر بولادة فتاة، لأنهم يعتقدون أنها ستضمن مستقبل الشعب بالإنجاب. ويمنحون النساء المزيد من الثناء والتمجيد لولادتهن البنات. كما هو الحال مع الشعوب الإيروكويانية الأخرى، فإن شعب وايندوت لديهم نظام قرابة أمومية، ويُعتبر الأطفال مولودين لعائلة الأم، ويكتسبون مكانتهم من عائلتها، إذ يكون شقيق الأم الأكبر أهم بالنسبة لأبنائها من والدهم البيولوجي.
ومع تقدم الأطفال في السن، فإنهم يجيدون تدريجيًا أدوارهم داخل مجتمعهم. كلا الجندرين يتعلمان من البالغين كيفية القيام بأشياء معينة التي سوف تساعد القبيلة في وقت لاحق. على سبيل المثال، تتعلم الفتيات كيفية صناعة ثياب الدمى ما سوف يساعدهن في حياكة الثياب الحقيقية. يُعطى الصبية أقواسًا مصغرة كي يتسنى لهم صيد طرائد صغيرة جدًا. فالأطفال يندمجون في المجتمع بالتساوي في سن مبكرة، ويُمنحون مهام صغيرة وفقًا لأعمارهم. يمارس الأولاد الصيد ويرافقون الرجال في بعض رحل الصيد. إن حمل الصبية على متابعة الرجال في رحل الصيد يسمح لهم بالتعلم عن كثب كيفية الصيد، والحصول على نصائح حول ما ينبغي عليهم القيام به أثناء الصيد واكتساب الخبرات اللازمة لتنمية المهارات المطلوبة عندما يصبحون أكبر سنًا. تتعلم الفتيات بنفس الطريقة، إذ يراقبن النساء خلال تدبيرهن أعمالهن اليومية ويحاكينهن على مقياس أصغر. إن حمل الفتاة الصغيرة على حياكة ملابس الدمى يجعلها مستعدة لحياكة الملابس كفتاة شابة أو أم متزوجة.